# TV2 Comedy
TV2 Comedy (zapis stylizowany: TV2 COME:DY; dawniej Humor+) – węgierski kanał telewizyjny, nadający programy i seriale rozrywkowe. Został uruchomiony w 2016 r. jako Humor+; od 2020 r. funkcjonuje pod nazwą TV2 Comedy.